# War of Nerves
War of Nerves è il quinto e ultimo singolo estratto dall'album di debutto delle All Saint, l'eponimo All Saints'. Ha raggiunto la settima posizione della classifica britannica e ha venduto globalmente 176 714 copie.

## Crediti
| Testi e musiche | Cameron McVey, Magnus Fiennes e Shaznay Lewis |
| Produttori      | Cameron McVey and Magnus Fiennes              |

## Classifiche
| Paese         | Data             | Posizione | Certificazione | Copie   |
| ------------- | ---------------- | --------- | -------------- | ------- |
| Regno Unito   | Dicembre 1998    | #7        | Silver         | 157,000 |
| Irlanda       | 26 novembre 1998 | #21       |                |         |
| Nuova Zelanda | 21 marzo 1999    | #50       |                |         |

## Tracce
| CD 1               | CD 1                                                                         | CD 1 |
| ------------------ | ---------------------------------------------------------------------------- | ---- |
| 1.                 | "War of Nerves" (98 Remix)                                                   | 4.52 |
| 2.                 | "Inside"                                                                     | 4.57 |
| 3.                 | "War of Nerves" (Ganja Kru Dub)                                              | 9.13 |
| 4.                 | "War of Nerves" (Video)                                                      | 5.11 |
| CD 2               |                                                                              |      |
| 1.                 | "War of Nerves" (98 Remix)                                                   | 4.52 |
| 2.                 | "Always Something There to Remind Me" (Live from the Burt Bacharach TV Show) | 3.20 |
| 3.                 | "Never Ever"                                                                 | 6.28 |
| Cassette/Two track |                                                                              |      |
| 1.                 | "War of Nerves" (98 Remix)                                                   | 4.52 |
| 2.                 | "Inside"                                                                     | 4.57 |

## Remix
War of Nerves
- 98 remix
- Ganja Kru Dub
- Ganja Kru Remix